# Natação nos Jogos Olímpicos de Verão de 1988
As competições de natação nos Jogos Olímpicos de Verão de 1988, em Seul, Coreia do Sul, foram disputadas entre 18 e 25 de setembro. Os feitos notáveis foram as sete medalhas conquistadas (cinco de ouro) por Matt Biondi, os seis ouros de Kristin Otto, além dos três ouros individuais de Janet Evans.  633 participantes de 77 nações competiram.

## Eventos
Trinta e uma provas foram disputadas na natação, dezesseis provas masculinas e quinze femininas.
|                         | 50 m | 100 m | 200 m | 400 m | 800 m | 1500 m | 4×100 m | 4×200 m |
| ----------------------- | ---- | ----- | ----- | ----- | ----- | ------ | ------- | ------- |
| Nado livre              | M/F  | M/F   | M/F   | M/F   | F     | M      | M/F     | M       |
| Costas                  |      | M/F   | M/F   |       |       |        |         |         |
| Peito (bruços)          |      | M/F   | M/F   |       |       |        |         |         |
| Borboleta (mariposa)    |      | M/F   | M/F   |       |       |        |         |         |
| Medley (quatro estilos) |      |       | M/F   | M/F   |       |        | M/F     |         |

## Medalhistas

### Masculino
| Evento                              | Ouro | Ouro     | Prata | Prata    | Bronze | Bronze   |
| ----------------------------------- | --- | -------- | --- | -------- | --- | -------- |
| 50 m livre detalhes                 | Matt Biondi USA Estados Unidos                                                                             | 22.14    | Tom Jager USA Estados Unidos | 22.36    | Gennadiy Prigoda URS União Soviética | 22.71    |
| 100 m livre detalhes                | Matt Biondi USA Estados Unidos                                                                             | 48.63    | Chris Jacobs USA Estados Unidos                                                                                                  | 49.08    | Stéphan Caron FRA França | 49.62    |
| 200 m livre detalhes                | Duncan Armstrong AUS Austrália                                                                             | 1:47.25  | Anders Holmertz SWE Suécia | 1:47.89  | Matt Biondi USA Estados Unidos | 1:47.99  |
| 400 m livre detalhes                | Uwe Dassler GDR Alemanha Oriental                                                                          | 3:46.95  | Duncan Armstrong AUS Austrália                                                                                                   | 3:47.15  | Artur Wojdat POL Polônia | 3:47.34  |
| 1500 m livre detalhes               | Vladimir Salnikov URS União Soviética                                                                      | 15:00.40 | Stefan Pfeiffer FRG Alemanha Ocidental                                                                                           | 15:02.69 | Uwe Dassler GDR Alemanha Oriental | 15:06.15 |
| 100 m costas detalhes               | Daichi Suzuki JPN Japão                                                                                    | 55.05    | David Berkoff USA Estados Unidos                                                                                                 | 55.18    | Igor Polyansky URS União Soviética | 55.20    |
| 200 m costas detalhes               | Igor Polyansky URS União Soviética                                                                         | 1:59.37  | Frank Baltrusch GDR Alemanha Oriental                                                                                            | 1:59.60  | Paul Kingsman NZL Nova Zelândia | 2:00.48  |
| 100 m peito detalhes                | Adrian Moorhouse GBR Grã-Bretanha                                                                          | 1:02.04  | Károly Güttler HUN Hungria | 1:02.05  | Dmitry Volkov URS União Soviética | 1:02.20  |
| 200 m peito detalhes                | József Szabó HUN Hungria                                                                                   | 2:13.52  | Nick Gillingham GBR Grã-Bretanha                                                                                                 | 2:14.12  | Sergio López Miró ESP Espanha | 2:15.21  |
| 100 m borboleta detalhes            | Anthony Nesty SUR Suriname                                                                                 | 53.00    | Matt Biondi USA Estados Unidos                                                                                                   | 53.01    | Andy Jameson GBR Grã-Bretanha | 53.30    |
| 200 m borboleta detalhes            | Michael Gross FRG Alemanha Ocidental                                                                       | 1:56.94  | Benny Nielsen DEN Dinamarca | 1:58.24  | Anthony Mosse NZL Nova Zelândia | 1:58.28  |
| 200 m medley detalhes               | Tamás Darnyi HUN Hungria                                                                                   | 2:00.17  | Patrick Kühl GDR Alemanha Oriental                                                                                               | 2:01.61  | Vadim Yaroshchuk URS União Soviética | 2:02.40  |
| 400 m medley detalhes               | Tamás Darnyi HUN Hungria                                                                                   | 4:14.75  | David Wharton USA Estados Unidos                                                                                                 | 4:17.36  | Stefano Battistelli ITA Itália | 4:18.01  |
| Revezamento 4×100 m livre detalhes  | USA Estados Unidos Chris Jacobs Troy Dalbey Tom Jager Matt Biondi Doug Gjertsen* Brent Lang* Shaun Jordan* | 3:16.53  | URS União Soviética Gennadiy Prigoda Yuri Bashkatov Nikolai Yevseyev Vladimir Tkacenko Raimundas Mažuolis* Oleksiy Boryslavskiy* | 3:18.33  | GDR Alemanha Oriental Dirk Richter Thomas Flemming Lars Hinneburg Steffen Zesner                                                                          | 3:19.82  |
| Revezamento 4×200 m livre detalhes  | USA Estados Unidos Troy Dalbey Matt Cetlinski Doug Gjertsen Matt Biondi Craig Oppel* Dan Jorgensen*        | 7:12.51  | GDR Alemanha Oriental Uwe Daßler Sven Lodziewski Thomas Flemming Steffen Zesner Lars Hinneburg*                                  | 7:13.68  | FRG Alemanha Ocidental Erik Hochstein Thomas Fahrner Rainer Henkel Michael Gross Peter Sitt* Stefan Pfeiffer*                                             | 7:14.35  |
| Revezamento 4×100 m medley detalhes | USA Estados Unidos David Berkoff Richard Schroeder Matt Biondi Chris Jacobs Jay Mortenson* Tom Jager*      | 3:36.93  | CAN Canadá Mark Tewksbury Victor Davis Tom Ponting Sandy Goss                                                                    | 3:39.28  | URS União Soviética Igor Polyansky Dmitry Volkov Vadim Yaroshchuk Gennadiy Prigoda Sergey Zabolotnov* Valeriy Lozik* Konstantin Petrov* Nikolay Yevseyev* | 3:39.96  |

* Nadadores que participaram apenas nas eliminatórias e receberam medalhas.

### Feminino
| Evento                              | Ouro | Ouro    | Prata | Prata   | Bronze                                                                                          | Bronze  |
| ----------------------------------- | --- | ------- | --- | ------- | ----------------------------------------------------------------------------------------------- | ------- |
| 50 m livre detalhes                 | Kristin Otto GDR Alemanha Oriental                                                                                   | 25.49   | Yang Wenyi CHN China                                                                                                   | 25.64   | Jill Sterkel USA Estados Unidos Katrin Meissner GDR Alemanha Oriental                           | 25.71   |
| 100 m livre detalhes                | Kristin Otto GDR Alemanha Oriental                                                                                   | 54.93   | Zhuang Yong CHN China                                                                                                  | 55.47   | Catherine Plewinski FRA França                                                                  | 55.49   |
| 200 m livre detalhes                | Heike Friedrich GDR Alemanha Oriental                                                                                | 1:57.65 | Silvia Poll CRC Costa Rica                                                                                             | 1:58.67 | Manuela Stellmach GDR Alemanha Oriental                                                         | 1:59.01 |
| 400 m livre detalhes                | Janet Evans USA Estados Unidos                                                                                       | 4:03.85 | Heike Friedrich GDR Alemanha Oriental                                                                                  | 4:05.94 | Anke Möhring GDR Alemanha Oriental                                                              | 4:06.62 |
| 800 m livre detalhes                | Janet Evans USA Estados Unidos                                                                                       | 8:20.20 | Astrid Strauß GDR Alemanha Oriental                                                                                    | 8:22.09 | Julie McDonald AUS Austrália                                                                    | 8:22.93 |
| 100 m costas detalhes               | Kristin Otto GDR Alemanha Oriental                                                                                   | 1:00.89 | Krisztina Egerszegi HUN Hungria                                                                                        | 1:01.56 | Cornelia Sirch GDR Alemanha Oriental                                                            | 1:01.57 |
| 200 m costas detalhes               | Krisztina Egerszegi HUN Hungria                                                                                      | 2:09.29 | Katrin Zimmermann GDR Alemanha Oriental                                                                                | 2:10.61 | Cornelia Sirch GDR Alemanha Oriental                                                            | 2:11.45 |
| 100 m peito detalhes                | Tanya Dangalakova BUL Bulgária                                                                                       | 1:07.95 | Antoaneta Frenkeva BUL Bulgária                                                                                        | 1:08.74 | Silke Hörner GDR Alemanha Oriental                                                              | 1:08.83 |
| 200 m peito detalhes                | Silke Hörner GDR Alemanha Oriental                                                                                   | 2:26.71 | Huang Xiaomin CHN China                                                                                                | 2:27.49 | Antoaneta Frenkeva BUL Bulgária                                                                 | 2:28.34 |
| 100 m borboleta detalhes            | Kristin Otto GDR Alemanha Oriental                                                                                   | 59.00   | Birte Weigang GDR Alemanha Oriental                                                                                    | 59.45   | Hong Qian CHN China                                                                             | 59.52   |
| 200 m borboleta detalhes            | Kathleen Nord GDR Alemanha Oriental                                                                                  | 2:09.51 | Birte Weigang GDR Alemanha Oriental                                                                                    | 2:09.91 | Mary T. Meagher USA Estados Unidos                                                              | 2:10.80 |
| 200 m medley detalhes               | Daniela Hunger GDR Alemanha Oriental                                                                                 | 2:12.59 | Yelena Dendeberova URS União Soviética                                                                                 | 2:13.31 | Noemi Lung ROU Romênia                                                                          | 2:14.85 |
| 400 m medley detalhes               | Janet Evans USA Estados Unidos                                                                                       | 4:37.76 | Noemi Lung ROU Romênia                                                                                                 | 4:39.46 | Daniela Hunger GDR Alemanha Oriental                                                            | 4:39.76 |
| Revezamento 4×100 m livre detalhes  | GDR Alemanha Oriental Kristin Otto Katrin Meissner Daniela Hunger Manuela Stellmach Sabina Schulze* Heike Friedrich* | 3:40.63 | NED Países Baixos Marianne Muis Mildred Muis Conny van Bentum Karin Brienesse Diana van der Plaats*                    | 3:43.39 | USA Estados Unidos Mary Wayte Mitzi Kremer Laura Walker Dara Torres Paige Zemina* Jill Sterkel* | 3:44.25 |
| Revezamento 4×100 m medley detalhes | GDR Alemanha Oriental Kristin Otto Silke Hörner Birte Weigang Katrin Meissner Cornelia Sirch* Manuela Stellmach*     | 4:03.74 | USA Estados Unidos Beth Barr Tracey McFarlane Janel Jorgensen Mary Wayte Betsy Mitchell* Mary T. Meagher* Dara Torres* | 4:07.90 | CAN Canadá Lori Melien Allison Higson Jane Kerr Andrea Nugent Keltie Duggan* Patricia Noall*    | 4:10.49 |

* Nadadoras que participaram apenas nas eliminatórias e receberam medalhas.

## Nações participantes
633 nadadores de 77 nações participaram.
| - ANG Angola (8) - ARG Argentina (2) - AUS Austrália (25) - AUT Áustria (6) - BAH Bahamas (1) - BAN Bangladesh (2) - BAR Barbados (1) - BEL Bélgica (7) - BER Bermudas (1) - BOL Bolívia (1) - BRA Brasil (15) - BUL Bulgária (8) - CAN Canadá (31) - CHN China (24) - TPE Taipé Chinês (8) - COL Colômbia (1) - CRC Costa Rica (8) - TCH Checoslováquia (6) - DEN Dinamarca (15) - GDR Alemanha Oriental (26) - EGY Egito (5) - FIJ Fiji (5) - FIN Finlândia (1) - FRA França (25) - GBR Grã-Bretanha (38) - GRE Grécia (4) | - GUM Guam (4) - GUA Guatemala (1) - HON Honduras (3) - HKG Hong Kong (10) - HUN Hungria (13) - ISL Islândia (6) - IND Índia (1) - INA Indonésia (2) - IRL Irlanda (5) - ISR Israel (1) - ITA Itália (21) - JPN Japão (23) - KUW Kuwait (2) - LIB Líbano (4) - LUX Luxemburgo (2) - MAS Malásia (2) - MEX México (10) - MOZ Moçambique (2) - NED Países Baixos (11) - AHO Antilhas Neerlandesas (1) - NOR Noruega (2) - NZL Nova Zelândia (7) - PAN Panamá (1) - PER Peru (2) - PHI Filipinas (4) - POL Polônia (5) | - POR Portugal (12) - PUR Porto Rico (3) - ROU Romênia (5) - SMR San Marino (2) - SEN Senegal (2) - SIN Singapura (5) - KOR Coreia do Sul (15) - URS União Soviética (27) - ESP Espanha (11) - SRI Sri Lanka (2) - SUR Suriname (1) - SWZ Suazilândia (2) - SWE Suécia (18) - SUI Suíça (10) - TTO Trinidad e Tobago (1) - TUN Tunísia (1) - TUR Turquia (2) - UAE Emirados Árabes Unidos (6) - USA Estados Unidos (44) - ISV Ilhas Virgens Americanas (6) - URU Uruguai (1) - VIE Vietnã (2) - FRG Alemanha Ocidental (29) - YUG Iugoslávia (3) - ZIM Zimbabwe (4) |

## Quadro de medalhas
| Ordem | País                   | Medalha de ouro | Medalha de prata | Medalha de bronze |    | Ordem por total |
| ----- | ---------------------- | --------------- | ---------------- | ----------------- | -- | --------------- |
| 1     | GDR Alemanha Oriental  | 11              | 8                | 9                 | 28 | 1               |
| 2     | USA Estados Unidos     | 8               | 6                | 4                 | 18 | 2               |
| 3     | HUN Hungria            | 4               | 2                |                   | 6  | 4               |
| 4     | URS União Soviética    | 2               | 2                | 5                 | 9  | 3               |
| 5     | AUS Austrália          | 1               | 1                | 1                 | 3  | 6               |
|       | BUL Bulgária           | 1               | 1                | 1                 | 3  | 6               |
|       | GBR Grã-Bretanha       | 1               | 1                | 1                 | 3  | 6               |
|       | FRG Alemanha Ocidental | 1               | 1                | 1                 | 3  | 6               |
| 9     | JPN Japão              | 1               |                  |                   | 1  | 14              |
|       | SUR Suriname           | 1               |                  |                   | 1  | 14              |
| 11    | CHN China              |                 | 3                | 1                 | 4  | 5               |
| 12    | CAN Canadá             |                 | 1                | 1                 | 2  | 10              |
|       | ROU Romênia            |                 | 1                | 1                 | 2  | 10              |
| 14    | CRC Costa Rica         |                 | 1                |                   | 1  | 14              |
|       | DEN Dinamarca          |                 | 1                |                   | 1  | 14              |
|       | NED Países Baixos      |                 | 1                |                   | 1  | 14              |
|       | SWE Suécia             |                 | 1                |                   | 1  | 14              |
| 18    | FRA França             |                 |                  | 2                 | 2  | 10              |
|       | NZL Nova Zelândia      |                 |                  | 2                 | 2  | 10              |
| 20    | ITA Itália             |                 |                  | 1                 | 1  | 14              |
|       | POL Polônia            |                 |                  | 1                 | 1  | 14              |
|       | ESP Espanha            |                 |                  | 1                 | 1  | 14              |
| TOTAL | TOTAL                  | 31              | 31               | 32                | 94 | —               |